# Islas Frisias orientales
Las islas Frisias orientales (en alemán: Ostfriesische Inseln; en frisón occidental: Eastfryske eilannen; en frisón de Saterland: Aastefräiske Ailounds) constituyen una cadena de islas ubicadas en el mar del Norte, frente a las costas del estado federado de Baja Sajonia, Alemania, de cuyo término estatal forman parte.
Las islas, que se extienden desde el estuario del río Ems hasta el del río Weser, son:
- Borkum
- Lütje Hörn
- Kachelotplate
- Memmert
- Juist
- Norderney
- Baltrum
- Langeoog
- Spiekeroog
- Wangerooge
- Minsener Oog
- Mellum